# 彼得·莫利纽兹
彼得·道格拉斯·莫力纽茲（英語：Peter Douglas Molyneux；/ˈmɒlɪnjuː/；1959年5月5日—）OBE（大英帝国勋章获得者），也译彼得·莫利纽、彼得·莫利纽克斯、莫利纽伦斯，他是一位英国电子游戏设计师和程序员。他研發了上帝模拟游戏《上帝也瘋狂》（Populous）、《地下城守护者》（Dungeon Keeper）、《善與惡》（Black & White），还有《主题公园》（Theme Park）、《神鬼寓言》系列（Fable series）和《好奇心-箱子里有什么？》（Curiosity – What's Inside the Cube?）。他目前任职于游戏工作室22罐。

## 职业生涯

### 早年生涯
彼得·莫力纽1982年开始自己的职业生涯，开发并且销售适用于雅达利游戏机与康懋達64的游戏软盘。他相信把游戏封装入磁盘中可以提升销量，后来认为游戏是主要的卖点。
他创造了《企业家》（The Entrepreneur），一个文字式的关于经营一家创业公司的模拟经营游戏。「那些日子里你可以随便管一个游戏叫‘太空天团进击火星’然后卖出5,000万份。所以我做了什么呢？我做了一个商业模拟类游戏」，莫力纽后来说到。
1984年，莫力纽自己出版了这款游戏（在两台Tandy Corporation 记录机上复制了几百份卡带）。在一份游戏杂志上做好广告后，他准备好了见证自己的成功。后来他在一个采访中说道，「我非常相信自己的这款游戏能成吨的卖出。我以为，‘你懂的，信箱不够大。不适合快递递送。’于是我开始裁剪——不是玩笑——我裁剪出了更大的信箱。”然后，游戏只收到了两份订单，一份还是莫力纽母亲订的。 2007年, 一个GameSpy的评论家指出莫利纽兹《神鬼寓言II》的经济机制可能继承于《企业家》，他说道：“我认为莫利纽兹暗中将他的第一个游戏《企业家》的机制，结合了进来。”
由于游戏的失败，莫利纽兹退出了游戏设计，跟他的商业伙伴Les Edgar合办了Taurus Impex有限公司（一家出口烘焙好的豆子给中东的公司）。
 康懋達國際误把他们的Taurus公司当成了TORUS公司（一家颇有建树的生产网络软件的公司）, 并且提出免费提供给莫力纽十套Amiga系统来帮助他导入自己的网络软件。「…突然我明白了这家伙根本不知道我们是谁」，莫力纽后来说道，「我突然开始良心上的冲突。我想到，‘如果这个家伙发现了怎么回事，我的免费电脑就吹了。’于是我只是跟他握握手，然后就一溜烟跑掉了。”Taurus为Amiga设计了一个数据库系统，叫做《Acquisition》（采集）——Amiga最终采用的数据库系统，不过自然是解决了和Commodore的误会之后，最终程序被发布并且成为一个比较成功的范例。

### 牛蛙产品
1987年，莫力纽和Les Edgar用在数据库项目上赚来的钱成立了牛蛙产品（Bullfrog Productions）。莫力纽提供了《上帝也疯狂》（个人电脑上的第一个上帝扮演类游戏）的设计理念。1989年《上帝也疯狂》发售后取得了巨大的成功，售出了四百万份拷贝。

Bullfrog的發行商艺电於1995年1月收购了这个工作室。 在EA买下了牛蛙大量的股份后，莫力纽于1994年成为了EA的副总裁和顾问。莫利纽兹在牛蛙最后的项目是《地牢看护者》（Dungeon Keeper）, 发售于1997年7月，获得了广泛的好评。 该作最大的创新在于独创的结合了第一人称与第三人称的视角，由于可以“控制”游戏世界中任何一种生物（或者小兵）。莫利纽兹于1997年8月离开牛蛙后创立了Lionhead Studios（狮子头工作室）. 牛蛙于2001年发售了他们的最后一部作品，2004年EA将牛蛙合并进了EA UK.

### 狮子头工作室（Lionhead Studios）与微软
莫力纽为狮子头的第一部游戏《善與惡》（Black & White）设计了游戏概念, 并与1997年晚期说服了他的小团队跟进这项任务。 他自己为这个项目投入了600万美元的研发资金。 3年后，2001年，游戏最终发售。
2006年4月，狮子头工作室被微软游戏工作室收购。在2006年的E3展会上，彼得·莫利纽兹接受了多家媒体的采访，其中一次的采访上他声称“由于与微软的关系，我认为你们将会看到狮子头开发出许多绝赞的游戏。” 2009年6月4日，他被提拔为微软游戏工作室的欧洲区创意总监，不过他依然在狮子头工作室开发游戏。
2012年3月7日，莫力纽宣布他将离开狮子头和微软——在《神鬼寓言：旅程》完工后。他将加入前狮子头CTO Tim Rance创立的22罐（22Cans）。

## 媒体

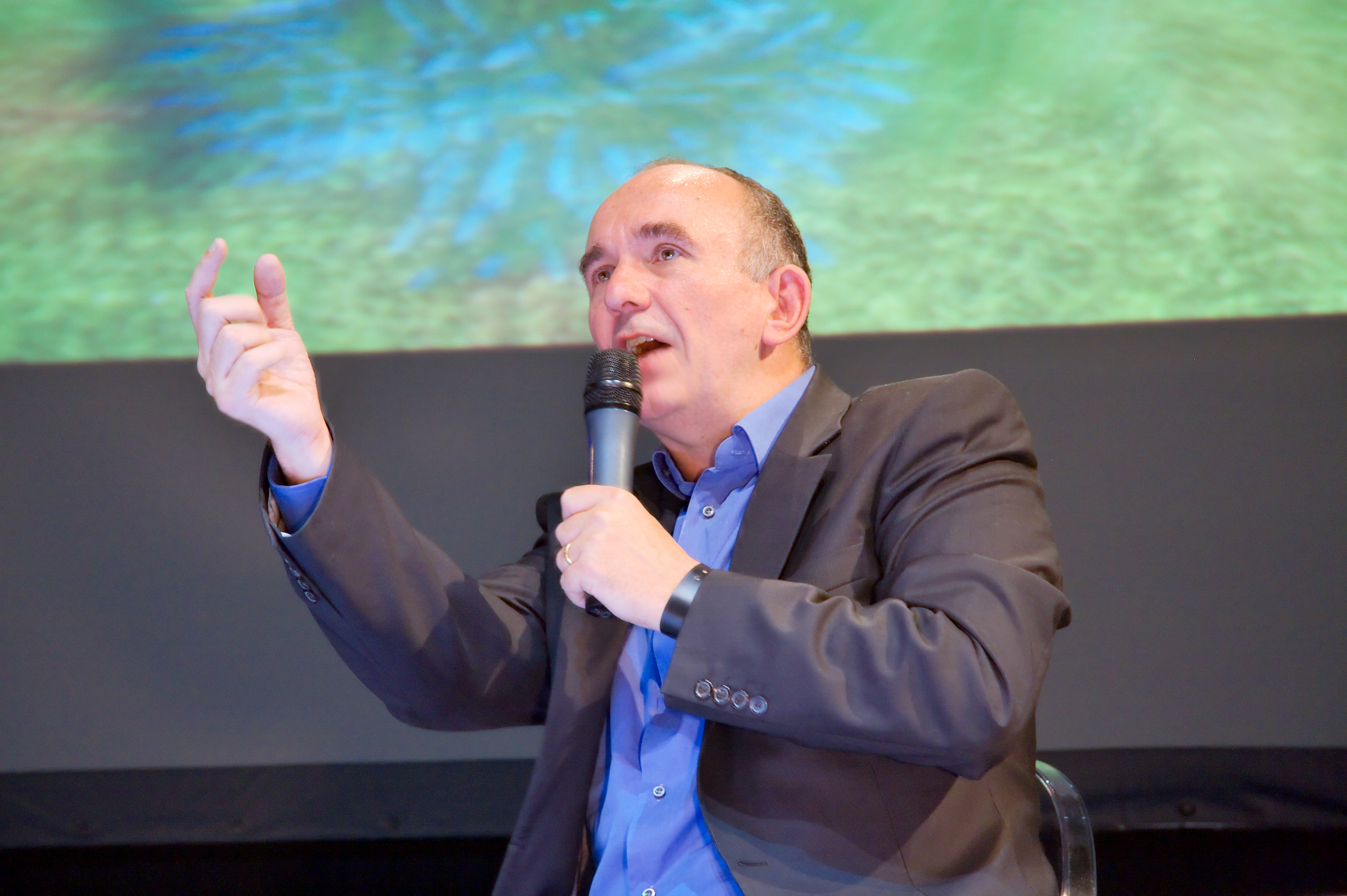
莫力纽2008年在法国电子游戏节上演示《神鬼寓言II》

作为产业中的出名的领导者之一，莫利纽兹登上了许多与游戏相关的节目秀，新闻讨论和记录片里。他被《GamesMaster》、《Games Wars》、《Gamezville》、《Bad Influence!》、《Gamer.tv》與《Games World》等等媒体反复采访。也在苏格兰的网络系列Consolevania中登场。最近，莫利纽兹在《Yogcast》关于《Godus》的一期节目中出场。
G4在他们的游戏回顾系列《标志》（Icons）第三季中，专门为莫利纽兹做了一期节目。往近了说，Eurogamer在2006英国游戏开发者大会上为他录制了两期的采访。莫利纽兹也与威爾·萊特和席德·梅爾一起参与了Discovery探索频道的一当微系列：电子游戏的崛起的录制。GameTrailers赞誉莫利纽兹为“10大顶尖游戏创造者”。他在世界范围内的大会上都享有决定基调的话语权, 包括莱比锡游戏展、Games Convention Asia、開發者，以及游戏开发者大会。
虽然他的游戏口碑与销量具佳，莫力纽有着过分夸大描述自己正在开发的游戏的名声（因为游戏发布后某种程度上没有原来描述得那么有野心）。比如《黑与白》，不过最著名的还是《神鬼寓言》，2004年发售后少了很多（游戏开发过程中）莫利纽兹曾在媒体上讨论过的特性。游戏发布后，莫利纽兹公开为自己夸大了游戏而道歉。 2014年2月份，莫利纽兹被指说过“耻于《神鬼寓言3》的最终效果而且我将永远不再与微软合作。” 2015年2月，莫力纽在游戏博客Rock, Paper, Shotgun 和英国报纸《衛報》中声称他将「不再与媒体交谈」。两大出版商都被怀疑恶意引导了最后一次的采访。 不过莫力纽在2016年早些时候打破了自己的媒体熄火禁令。

## 所获奖项与荣誉
莫力纽2004年被引入了互动艺术与科学学会（AIAS）名人堂并在2004年12月31日被授予了大英帝国勋章。他在2007年3月被法国政府授予了艺术与文学骑士勋章（Chevalier de l'Ordre des Arts et des Lettres）。2007年7月，他得到南安普顿大学颁发的荣誉科学博士学位。2011年3月，他被游戏开发者选择奖授予终身成就奖。

## 游戏

### 前牛蛙期
- The Entrepreneur (1984) (designer/programmer)
- Druid 2

### 牛蛙产品
- Fusion (1987) (designer/programmer)
- Populous (1989) (designer/programmer)
- Powermonger (1990) (designer/programmer)
- Populous II: Trials of the Olympian Gods (1991) (designer/programmer)
- Syndicate (1993) (producer)
- Theme Park (1994) (project leader/lead programmer)
- Magic Carpet (1994) (executive producer)
- Hi-Octane (1995) (executive producer)
- Magic Carpet 2 (1996) (designer)
- Genewars (1996)
- Dungeon Keeper (1997) (project leader/designer)
- Dungeon Keeper 2 (1999) (uncredited)

### 獅子頭工作室
- Black & White (2001) (concept/Lead designer/programmer)
- Fable (2004) (designer)
- Fable: The Lost Chapters (2005) (designer)
- The Movies (2005) (executive designer)
- Black & White 2 (2005) (lead designer)
- The Movies: Stunts & Effects (2006) (executive designer)
- Black & White 2: Battle of the Gods (2006) (lead designer)
- Fable II (2008) (lead designer)
- Fable III (2010) (lead designer)
- Project Milo (formerly known as The Dmitri Project) (tech demo) (lead designer)
- Fable: The Journey (2012)

### 22罐
- Curiosity – What's Inside the Cube? (2012)
- Godus (2014)
- Godus Wars (2016)